# 良心觉醒
《良心觉醒》 （The Awakening Conscience）是英国前拉斐爾派艺术家威廉·霍爾曼·亨特1853年完成的一幅布面油画，描绘了一个情妇从她的情人膝上站起来、凝视着窗外的场景。作品现收藏于伦敦泰特不列颠美术馆。

## 历史
这幅画是由曼彻斯特实业家和拉斐尔前派赞助人托马斯·费尔贝恩（Thomas Fairbairn）委托的，价格350几尼。1854年，它与《世界之光》（The Light of the World）一起在皇家艺术研究院展出。费尔贝恩不喜欢画中女子的表情，所以让亨特改一下。亨特开始返工，但旋即病倒，这幅画又被送回费尔贝恩，在1856年的伯明翰艺术家协会展览上展出。病愈后，他再度对画作进行了修改，并向愛德華·利爾说他认为自己“在实质上改善了它”（materially bettered it）。
这幅画由费尔贝恩的儿子亚瑟·亨德森·费尔贝恩（Arthur Henderson Fairbairn）继承，1946年1月在佳士得匿名出售，并于1947年被科林·安德森（Colin Anderson）买下，1976年由科林夫妇捐赠给泰特美术馆。 